# Toma de Vilcashuamán

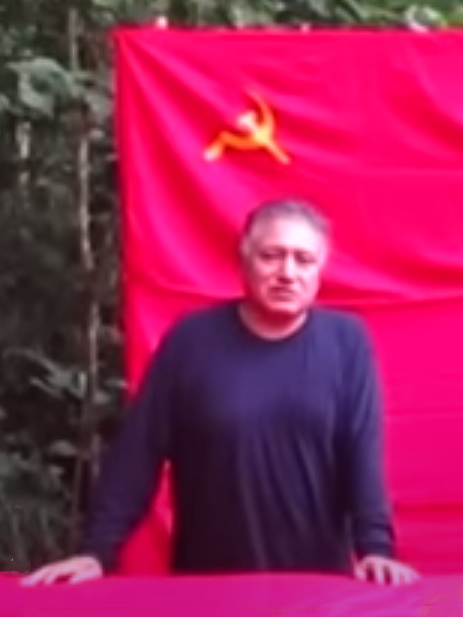
Víctor Quispe Palomino, alias Camarada José, uno de los atacantes de la toma de Vilcashuamán.

La toma de Vilcashuamán fue un ataque de la organización armada Sendero Luminoso a la ciudad de Vilcashuamán ocurrida el 22 de agosto de 1982. El ataque duró 5 horas y se concentró en el puesto de la Guardia Civil de la localidad. El saldo de fallecidos fue de siete policías y aproximadamente una treintena de senderistas. Es considerada una de las acciones armadas más exitosas del grupo subversivo.

## Antecedentes
Meses antes, el 1 de abril, el presidente de la República, Fernando Belaúnde Terry, acudió a Vilcashuamán para infundir ánimos a una población atemorizada ante un inminente ataque senderista. Días antes se habían reportado movimientos y luces en los cerros aledaños, y se esperaba una incursión de unos 50 subversivos.

## Ataque
La mañana del 22 de agosto de 1982, un grupo entre 50 y 60 senderistas sorprendió a los guardias civiles del puesto policial de Vilcashuamán. Para el ataque fueron utilizados fusiles y ametralladoras, además de granadas artesanales. Los policías pidieron refuerzos sin éxito; algunos lograron escapar. Entre los atacantes se encontraban Víctor Quispe Palomino y su padre.
Una vez tomada la plaza, los senderistas capturaron a los policías restantes, e iniciaron un mitin en la plaza de armas de la localidad, donde realizaron arengas a favor del presidente Gonzalo, la guerra popular y de la República Popular de Nueva Democracia; además, repartieron víveres saqueados entre los espectadores.
Finalmente, los atacantes abandonaron la localidad en dos camiones tomando de rehenes a los policías capturados, a quienes abandonaron unas horas después.

## Consecuencias
La acción terrorista tuvo como saldo la muerte de siete guardias civiles y de un número indeterminado de senderistas, que se ha calculado en una treintena.
Al día siguiente del ataque, el ministro del Interior, José Gagliardi, visitó la zona para analizar los daños.